# Liste der Baudenkmäler in Quierschied
In der Liste der Baudenkmäler in Quierschied sind alle Baudenkmäler der saarländischen Gemeinde Quierschied und ihrer Ortsteile Fischbach-Camphausen und Göttelborn aufgelistet. Grundlage ist die Teildenkmalliste des Regionalverbandes Saarbrücken der Denkmalliste des Saarlandes vom 16. Dezember 2013 und die aktuelle Fassung vom 9. August 2017. Ergänzt November 2021.

## Fischbach-Camphausen
| Lage                                  | Bezeichnung                                                                        | Beschreibung | Bild |
| ------------------------------------- | ---------------------------------------------------------------------------------- | --- | ---- |
| Dudweilerstraße Lage                  | Zechenhaus der Grube Camphausen                                                    | Das Zechenhaus wurde 1880 in spätklassizistischen Formen erbaut. Es ist der letzte erhaltene Bau aus der Gründungszeit der Grube. |      |
| Dudweilerstraße Lage                  | Förderturm am Schacht IV der Grube Camphausen mit zwei elektr. Turmfördermaschinen | 1908 wurde Schacht IV abgeteuft. Wegen des Platzmangels auf dem Grubengelände entschied man sich gegen ein Stahlfördergerüst und baute 1911/12 einen Hammerkopfturm aus Eisenbeton. Es war die weltweit erste Förderturm dieser Art. 1936/37 erhielt der Turm zwei elektrische Turmfördermaschinen.                                                                                        |      |
| Dudweilerstraße Lage                  | Schlafhaus der Grube Camphausen                                                    | Der dreigeschossige Putzbau wurde 1924/25 erbaut und diente den von weiterher angereisten Bergleuten während der Arbeitswoche als Schlafstätte. Später war das Gebäude dann Schule. |      |
| Dudweilerstraße Lage                  | Transformatorenstation und elektrische Zentrale mit technischer Ausstattung        | Das Transformatorenhäuschen wurde um 1935 errichtet. |      |
| Dudweilerstraße Lage                  | Fördergerüst über Schacht II der Schachtanlage Camphausen, 1962                    | Das Abteufen des Schachts II begann bereits 1871. Das noch bestehende Stahlfördergerüst in Vollwandbauweise stammt aus dem Jahr 1962 und hat eine Höhe von 43 m. Bemerkenswert ist jedoch die Zweiseilförderung mit den übereinanderliegenden Doppelscheiben, die auf saarländischen Gruben in dieser Gestalt einzigartig ist.                                                             |      |
| Heinitzstraße 36 Lage                 | Berginspektion XI der Grube Camphausen, Verwaltungsgebäude, 1890–91                | Das zweigeschossige Verwaltungsgebäude aus den Jahren 1890/91 ist ein roter Sandsteinquaderbau mit Satteldach und hell abgesetzten Laibungen und Geschossgesimsen. Die Fenster im ersten Obergeschoss sind durch ein umlaufendes Sohlbankgesims verbunden. |      |
| Quierschieder Straße 30/32–52/54 Lage | Ensemble Quierschieder Straße                                                      | Bergarbeiter-Doppelwohnhäuser, erbaut 1904 |      |
| Rußhütter Straße 20 Lage              | Forsthaus Fischbach mit Ausstattung                                                | Das Forsthaus Fischbach wurde 1903/04 erbaut. |      |
| Rußhütter Straße 26 Lage              | Oberförsterei Fischbach                                                            | Die Oberförsterei Fischbach wurde um 1877/78 erbaut. |      |
| Talstraße 7 Lage                      | Ev. Pfarrkirche                                                                    | Die Kirche wurde in den Jahren 1926 bis 1930 nach Plänen des Architekten und Stadtbaurats Julius Ammer errichtet. Auffällig ist der breite Glockenturm über einem Portikus als Hauptportal. Das Innere der Saalkirche wurde sehr schlicht gehalten. |      |
| Weststraße Lage                       | Katholische Pfarrkirche St. Josef                                                  | Die katholische Kirche wurde 1911/12 nach Plänen des Architekten Moritz Gombert erbaut. Das historisierte Gotteshaus ist an der Außenfassade reich verziert mit farblich abgesetzten Lisenen und Friesen. Der Glockenturm steht neben dem Langhaus. Das Innere wird von dem niedrigen Kreuzrippengewölbe, Sandsteinsäulen und -arkaden bestimmt.                                           |      |
| Marktplatz Fischbach                  | Marktbrunnen (Einzeldenkmal) „Kohle und Stahl“                                     | Im Frühjahr 1980 konnte der Brunnen des Künstlers Oswald Hiery in Betrieb genommen werden. Die drei gestaltbildenden Elemente – Basaltblöcke, Stahlkalotte, Wasserbecken mit Wellensockel und Wasserspiel – lassen sich in Verschränkung und Zusammenspiel als Symbole für den Bergbau (1871-1990), die Eisenschmelze (1728-1866) vor Ort sowie die „Lebensader“ Fischbach interpretieren. |      |

## Göttelborn
| Lage                                        | Bezeichnung                               | Beschreibung | Bild |
| ------------------------------------------- | ----------------------------------------- | --- | --- |
| Grubenstraße/Fichtenstraße/Josefstraße Lage | Ensemble Grubensiedlung Göttelborn        | Die Grubensiedlung Göttelborn entstand überwiegend zwischen 1888 und 1912 als Wohnsiedlung für die Bergleute der Grube Göttelborn und wurde vom preußischen Bergfiskus errichtet. Außerdem wurden um 1889 eine Direktorenvilla und Villen für Grubeningenieure errichtet, sowie ein zweigeschossiges Inspektionsgebäude als Verwaltungsgebäude und eine Schule. Die meisten Arbeiterwohnhäuser sind als Doppelwohnhäuser angelegt. Auffällig ist die Vielfalt der Gebäudetypen. | Die Grubensiedlung Göttelborn entstand überwiegend zwischen 1888 und 1912 als Wohnsiedlung für die Bergleute der Grube Göttelborn und wurde vom preußischen Bergfiskus errichtet. Außerdem wurden um 1889 eine Direktorenvilla und Villen für Grubeningenieure errichtet, sowie ein zweigeschossiges Inspektionsgebäude als Verwaltungsgebäude und eine Schule. Die meisten Arbeiterwohnhäuser sind als Doppelwohnhäuser angelegt. Auffällig ist die Vielfalt der Gebäudetypen. |
| Grubenstraße/Fichtenstraße/Josefstraße Lage | Ensemble Grubensiedlung Göttelborn        | Grubenstraße 9/11-31/33, Doppelwohnhäuser, 1888–1912 (Ensemblebestandteil) | |
| Grubenstraße/Fichtenstraße/Josefstraße Lage | Ensemble Grubensiedlung Göttelborn        | Grubenstraße 10/12-14/16, Doppelwohnhäuser, 1888–1912 (Ensemblebestandteil) | |
| Grubenstraße/Fichtenstraße/Josefstraße Lage | Ensemble Grubensiedlung Göttelborn        | Grubenstraße 18, Inspektionsgebäude der Berginspektion X Göttelborn, 1889 (Einzeldenkmal) | |
| Grubenstraße/Fichtenstraße/Josefstraße Lage | Ensemble Grubensiedlung Göttelborn        | Grubenstraße 21, Schule, 1897 (Ensemblebestandteil) | |
| Grubenstraße/Fichtenstraße/Josefstraße Lage | Ensemble Grubensiedlung Göttelborn        | Fichtenstraße 1/3-17/19, Doppelwohnhäuser, 1921 (Ensemblebestandteil) | |
| Grubenstraße/Fichtenstraße/Josefstraße Lage | Ensemble Grubensiedlung Göttelborn        | Fichtenstraße 2/4-18/20, Doppelwohnhäuser, 1921 (Ensemblebestandteil) | |
| Grubenstraße/Fichtenstraße/Josefstraße Lage | Ensemble Grubensiedlung Göttelborn        | Josefstraße 1/3-17/19, Doppelwohnhäuser, 1888–1912 (Ensemblebestandteil) | |
| Grubenstraße/Fichtenstraße/Josefstraße Lage | Ensemble Grubensiedlung Göttelborn        | Josefstraße 2/4-22/24, Doppelwohnhäuser, 1888–1912 (Ensemblebestandteil) | |
| Göttelborner Höhe Lage                      | Wasserturm, Wasserhochbehälter            | Der Wasserturm auf der Göttelborner Höhe entstand 1907/08 und wurde 1912/13 erweitert. Genutzt wurde er vor allem als Wasserreservoir für die Gruben der Umgebung. | |
| Hauptstraße 68 Lage                         | Wohnhaus mit Einfriedung                  | Das Wohnhaus mit Klinkerfassade und Sandsteinelementen wurde um 1887 erbaut. Zwischen 1908 und 1914 war das Gebäude Bergvorschule, wurde danach aber wieder als Wohnhaus genutzt. | |
| Zum Schacht Lage                            | Stollenmundloch                           | Das Stollenmundloch befindet sich innerhalb der Tagesanlage der Grube Göttelborn und wurde 1887 gemauert. | |
| Lage                                        | Ensemble Schacht III der Grube Göttelborn | Das Fördermaschinenhaus und das Fördergerüst von Schacht III der Grube Göttelborn bilden ein eigenes Denkmalensemble. Beide entstanden 1925/26, das Fördergerüst wurde 1937–39 verstärkt. | Das Fördermaschinenhaus und das Fördergerüst von Schacht III der Grube Göttelborn bilden ein eigenes Denkmalensemble. Beide entstanden 1925/26, das Fördergerüst wurde 1937–39 verstärkt. |
| Lage                                        | Ensemble Schacht III der Grube Göttelborn | Fördermaschinenhaus Schacht III der Grube Göttelborn | |
| Lage                                        | Ensemble Schacht III der Grube Göttelborn | Fördergerüst Schacht III der Grube Göttelborn | |
| Zum Schacht Lage                            | Grube Göttelborn                          | Die Tagesanlagen der Grube stehen unter Denkmalschutz, dazu gehören: Betriebsgelände, Anlagenteile, Transportbänder, Bandbrücken, Stützmauern, Fördergerüst am Schacht II von 1940 (1959 und 1965 verstärkt), Fördermaschinenhaus von Schacht II mit elektr. Fördermaschine von 1959, Schachthallenkomplex von Schacht II und III mit Wagenumlauf, Kettenbahn (Aufdrücker), Lichthof und westlich angeschobener ehem. Sieberei von 1939–42, Anlagenteile der Kohlenaufbereitung um 1940, Gebäude der Schaltzentrale von 1950 bis 1960, Kohlenwäsche von 1938–41 (um 1960 und 1990–2000 erweitert), 1950 Anbau Außenaufzug, 1950–60 Anbau über den Bahngleisen, drei Eindicker südl. der Kohlenwäsche um 1940, Bergebrecher um 1960 | |
| Zur Martinshütte 6 Lage                     | Transformatorenstation                    | Die Trafostation wurde 1910 zur kommunalen Stromversorgung erbaut. Das Gebäude ist kaum als Industriebau zu erkennen und äußerlich schon beim Bau reich verziert worden. 1993 wurde das Gebäude zum Wohnhaus umgebaut. | |

## Quierschied
| Lage                 | Bezeichnung                         | Beschreibung | Bild |
| -------------------- | ----------------------------------- | --- | --- |
| Lage                 | Ensemble Knappschaftskrankenhaus    | Nachdem im 19. Jahrhundert schon drei Knappschaftskrankenhäuser zur Versorgung der Bergleute entstanden waren, war zur Jahrhundertwende aufgrund der Blüte des Bergbaus weiterer Bedarf entstanden. Zwischen 1907 und 1910 wurde daher im Fischbachtal von dem Architekten Abel ein weiteres Krankenhaus erbaut. Der ganze Häuserkomplex ist im Stil der deutschen Spätrenaissance mit Anklang an Barockformen erbaut. Neben dem Haupthaus existieren mehrere Gebäude aus den 1920er-Jahren, darunter villenartige Ärztewohnhäuser und Pflegerwohnhäuser. | Nachdem im 19. Jahrhundert schon drei Knappschaftskrankenhäuser zur Versorgung der Bergleute entstanden waren, war zur Jahrhundertwende aufgrund der Blüte des Bergbaus weiterer Bedarf entstanden. Zwischen 1907 und 1910 wurde daher im Fischbachtal von dem Architekten Abel ein weiteres Krankenhaus erbaut. Der ganze Häuserkomplex ist im Stil der deutschen Spätrenaissance mit Anklang an Barockformen erbaut. Neben dem Haupthaus existieren mehrere Gebäude aus den 1920er-Jahren, darunter villenartige Ärztewohnhäuser und Pflegerwohnhäuser. |
| Lage                 | Ensemble Knappschaftskrankenhaus    | Fischbacher Straße 92, ehemaliges Ärztewohnhaus, um 1925, seit 1997 Privatwohnhaus (Ensemblebestandteil) | |
| Lage                 | Ensemble Knappschaftskrankenhaus    | Fischbacher Straße 93/95, ehemaliges Pflegerwohnhaus, Doppelhaus um 1925 (Ensemblebestandteil), rechts Hausnummer 95, links Haus Nr. 93. | |
| Lage                 | Ensemble Knappschaftskrankenhaus    | Fischbacher Straße 94, ehemaliges Ärztewohnhaus, um 1925 (Ensemblebestandteil) | |
| Lage                 | Ensemble Knappschaftskrankenhaus    | Fischbacher Straße 96, ehemaliges Chefarztwohnhaus, 1907–10 von Abel, (Einzeldenkmal) | |
| Lage                 | Ensemble Knappschaftskrankenhaus    | Fischbacher Straße 97, ehemaliges Pflegerwohnhaus, um 1925 (Ensemblebestandteil) | |
| Lage                 | Ensemble Knappschaftskrankenhaus    | Fischbacher Straße 99, ehemaliges Pflegerwohnhaus, um 1925 (Ensemblebestandteil) | |
| Lage                 | Ensemble Knappschaftskrankenhaus    | Fischbacher Straße 100, ehemaliges Leichenhaus, 1907–10 von Abel, (Ensemblebestandteil) | |
| Lage                 | Ensemble Knappschaftskrankenhaus    | Fischbacher Straße 100, ehemaliges Isoliergebäude, 1907–10 von Abel, (Ensemblebestandteil) | |
| Lage                 | Ensemble Knappschaftskrankenhaus    | Fischbacher Straße 100, ehemaliges Kesselhaus, 1907–10 von Abel, (Ensemblebestandteil) | |
| Lage                 | Ensemble Knappschaftskrankenhaus    | Fischbacher Straße 100, ehemaliges Wirtschaftsgebäude, 1907–10 von Abel, (Ensemblebestandteil) | |
| Lage                 | Ensemble Knappschaftskrankenhaus    | Fischbacher Straße 100, Hauptgebäude, 1907–10 von Abel (Einzeldenkmal) | |
| Lage                 | Ensemble Knappschaftskrankenhaus    | Fischbacher Straße 102, ehemaliges Pförtnerhaus, 1907 von Abel, (Einzeldenkmal) | |
| Marienstraße Lage    | Kath. Pfarrkirche Mariä Himmelfahrt | Mariä Himmelfahrt wurde in den Jahren 1863 bis 1866 nach Plänen des Architekten Carl Friedrich Müller aus Saarlouis als einschiffiges Kirchengebäude im neugotischen Stil errichtet. Schon Ende des 19. Jahrhunderts war die Kirche aufgrund des starken Bevölkerungswachstums der Gemeinde zu klein geworden. Deshalb wurde die Kirche von 1897 bis 1898 nach Plänen des Architekten Lambert von Fisenne um zwei Seitenschiffe erweitert. | |
| Marienstraße 22 Lage | Wohn- und Geschäftshaus             | Das Wohn- und Geschäftshaus wurde um 1896 erbaut. | |